# Thomas Vaughan (Politiker, um 1410)
Sir Thomas Vaughan (* um 1410; † 25. Juni 1483 in Pontefract Castle) war ein walisischer Politiker, Höfling,  Militär und Diplomat.

## Aufstieg als Angehöriger des niederen Adels
Über die Jugend Vaughans gibt es keine gesicherten Angaben. Er war ein Sohn von Robert Vaughan aus Monmouth und seiner Frau Margaret. Er darf nicht verwechselt werden mit seinem Namensvetter Thomas Vaughan aus Tretower, der um 1493 starb und mit dem er vielleicht entfernt verwandt war.
In den 1440er Jahren stand Vaughan als Gefolgsmann im Dienst von John Beaufort, Earl of Somerset. Er war Steward von Herefordshire und Ewyas und wurde am 15. Juni 1446 Constable von Abergavenny Castle und Steward der Herrschaft Abergavenny, daneben hatte er Ämter in weiteren Herrschaften der Familie Beaufort in Herefordshire und den Welsh Marches. Durch seinen Dienstherrn kam er wahrscheinlich an den Königshof, wo er am 23. Juni 1450 für die persönlichen Waffen des Königs verantwortlich war. Er war zu dieser Zeit eng mit Jasper Tudor befreundet, einem Halbbruder des Königs, mit dem er 1456 zusammen ein Haus in London bewohnte. Von 1455 bis 1456 vertrat er als Abgeordneter Marlborough im Parlament. Dazu war er Friedensrichter für Middlesex. Von 1457 bis 1458 gehörte er einer Gesandtschaft des Königs nach Burgund an.

## Unterstützer des Hauses York während der Rosenkriege

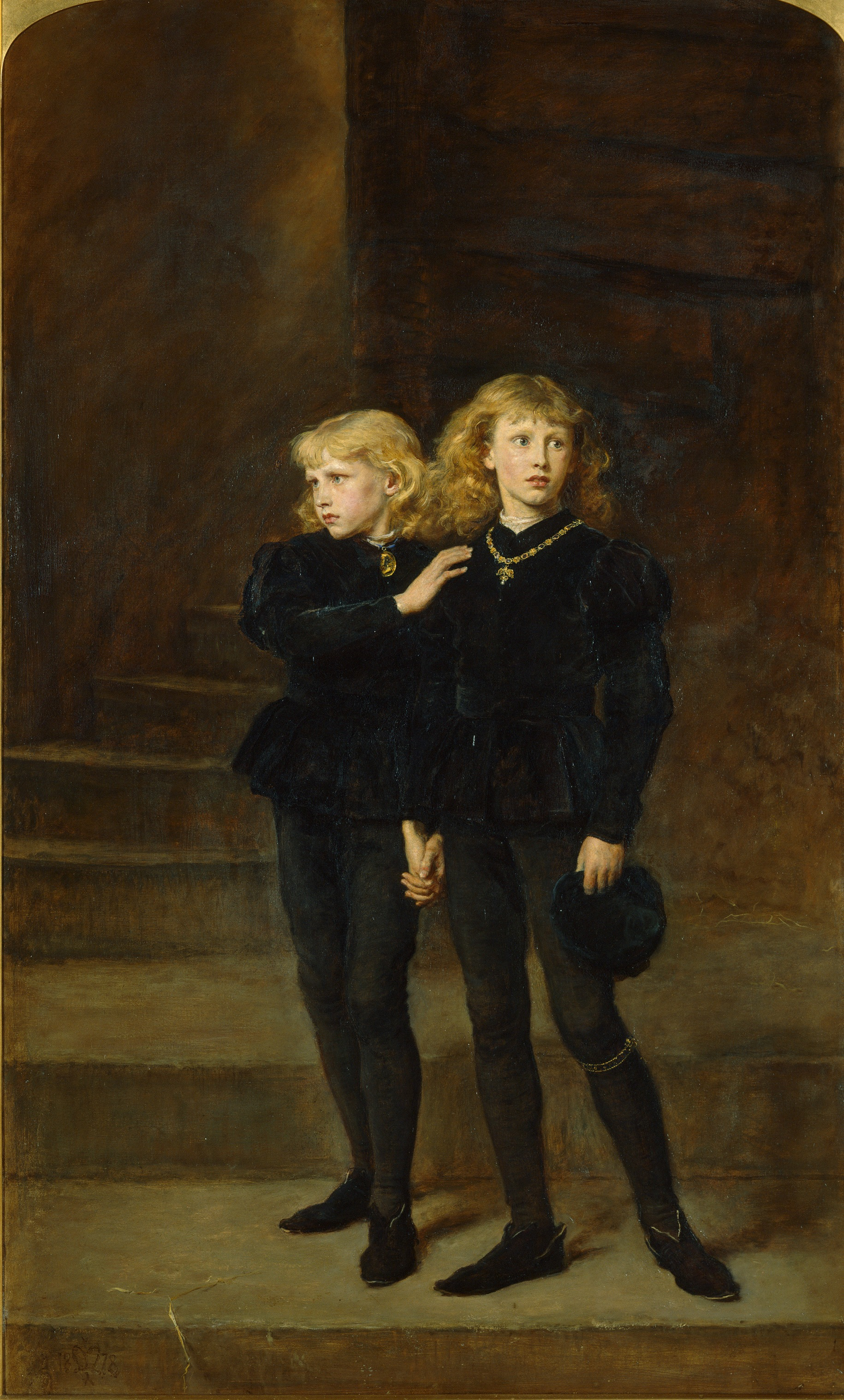
Der junge König Eduard und sein Bruder Richard als Gefangene von Richard von Gloucester (Historisierendes Gemälde von John Everett Millais, 1878)

Als der Konflikt zwischen dem Haus Lancaster und dem Haus York zu den Rosenkriegen eskalierte, entschied sich Vaughan vermutlich im Juli 1459, beeinflusst durch Freunde, für die Seite des Hauses York. In der Folge wurde er zu einem ihrer wichtigsten Unterstützer in Wales. Er kämpfte im Oktober 1459 in der Schlacht von Ludlow, in der die Yorkisten geschlagen wurden, und wurde als Gefolgsmann von Richard von York Ende 1459 durch das Parlament in Coventry enteignet, worauf er mit anderen Yorkisten nach Calais floh. Nach dem Sieg von Richard von York in der Schlacht von Northampton, in der König Heinrich VI. gefangen genommen wurde, kehrte Vaughan am 14. August 1460 nach London zurück. Er wurde wieder Verwalter der königlichen Waffen und der königlichen Garderobe. Kurz danach, vor dem 28. November 1460 heiratete er Eleanor, eine Tochter von Sir Thomas Arundel von Betchworth und Witwe von Sir Thomas Browne, der am 28. Juli 1460 als Lancastrianer hingerichtet worden war. Gegen eine Gebühr von £ 1000 erhielt Vaughan auch Browns beschlagnahmte Besitzungen in Südostengland zugesprochen, so dass er nun ein reicher Grundbesitzer in Südostengland war. 
Der Sieg der Lancastrianer in der zweiten Schlacht von St Albans am 16. Februar 1461 zwang Vaughan zur erneuten Flucht. Zusammen mit Philip Malpas, dem königlichen Arzt William Hatcyf und großen Schätzen flüchtete er auf einem Schiff Richtung Irland. Auf dem Meer wurde ihr Schiff jedoch von französischen Piraten aufgebracht, die Vaughan gefangen nahmen. Königin Margarete bat den französischen König Ludwig XI., Vaughan an sie auszuliefern, was Ludwig jedoch ablehnte. Nach dem Sieg der Yorkisten steuerte der neue König Eduard IV. im Oktober 1461 selbst £ 200 zu Vaughans Lösegeld bei. Nach seiner Freilassung trat Vaughan wieder in den Dienst des Königs, der ihn wieder als Gesandten nach Burgund schickte, wo er zusammen mit Lord Wenlock am 24. Oktober 1462 einen Handelsvertrag schloss. Im Mai 1463 eskortierte er die burgundischen Gesandten von London nach Sandwich und traf kurz darauf König Ludwig XI. in Saint-Omer, wo er Entschädigung für die Einwohner von Calais erhielt, die durch französische Übergriffe betroffen waren. Am 29. Juni 1465 wurde er Schatzmeister des Königs und Bewahrer der königlichen Juwelen, dazu diente er als Friedensrichter für Kent, Surrey und Sussex sowie von 1466 bis 1467 Sheriff von Surrey und Sussex. Im Sommer 1467 gehörte er zu den englischen Unterhändlern, die in Burgund die Hochzeit von Hochzeit von Karl dem Kühnen mit Margarete von York, der Schwester des Königs, aushandelten. Zusammen mit Richard Beauchamp, dem Bischof von Salisbury, empfing er die Prinzessin im Juni 1468 in Sluis, als sie zu ihrer Hochzeit mit dem Herzog von Burgund reiste. Herzog Karl der Kühne beauftragte ihn, dem König in seinem Namen den Orden vom Goldenen Vlies zu überreichen, im Gegenzug reiste Vaughan im Februar 1470 nach Burgund, um dem Herzog im Auftrag des Königs den Hosenbandorden zu übergeben. Er blieb in Burgund, wohin König Eduard im Oktober nach einem neuen Sieg der Lancastrianer ins Exil flüchten musste.

## Mentor des Kronprinzen
Vaughan wurde am 2. November 1470 Kämmerer von Eduard, dem ältesten Sohn des Königs und nach dem erneuten Sieg der Yorkisten und nach seiner Rückkehr nach England am 8. Juli 1471 Ratgeber des Prinzen. Zu seinen Aufgaben gehörten nun die Erziehung des Prinzen und die Überwachung der Verwaltung von dessen Besitzungen. Als der junge Eduard am 18. April 1475 in Westminster zum Prince of Wales ernannt wurde, wurde Vaughan zum Ritter geschlagen. In den nächsten Jahren war Vaughan dazu für die Verwaltung von Ländereien zuständig, die zurück an die Krone gefallen waren, wie 1477 die Besitzungen des Duke of Norfolk und 1478 die des Duke of Clarence. Als Verbündeter der Familie Woodville, der einflussreichen Familie der Königin Elizabeth, gehörte Vaughan zum inneren Kreis des königlichen Haushalts. Als der König im Juli 1475 zu einem Feldzug nach Frankreich aufbrach, blieb Vaughan als Mitglied des Regentschaftsrats in England. 1478 vertrat er Cornwall im Parlament, und im Dezember 1482 war er erneut als Gesandter in Burgund. 

## Sturz und Hinrichtung
Als Eduard IV. im April 1483 starb, befand sich Vaughan mit dem jungen Thronfolger und den anderen Räten des Prinzen in Ludlow in den Welsh Marches. Zusammen mit Anthony Woodville, 2. Earl Rivers, dem Onkel des Thronfolgers, verließ er Ludlow am 24. April, um Eduard zu seiner Krönung nach London zu bringen, die für den 4. Mai 1483 geplant war. Am 29. April blieb Vaughan mit dem Thronfolger in Stony Stratford bei Nottingham, während Rivers den Bruder des verstorbenen Königs, Richard, Duke of Gloucester in Northampton aufsuchte. Als Gloucester am 30. April zusammen mit Henry Stafford, 2. Duke of Buckingham Stony Stratford erreichte, verhaftete er Vaughan wegen Verschwörung mit der Königin und deren Familie. Vaughan wurde am 30. April beschuldigt, den verstorbenen König in seinen Ausschweifungen bestärkt und damit seinen Tod verursacht zu haben. Außerdem soll er geplant haben, die Regentschaft von Gloucester zu verhindern. Der junge Eduard V. beteuerte energisch, jedoch vergeblich Vaughans Unschuld. Gloucester sah Vaughan aufgrund seiner Verbindungen zu den Woodvilles als gefährlichen Gegner, der seinem Griff nach dem Thron im Wege stand. Er ließ ihn zusammen mit Richard Grey, dem Halbbruder des Königs nach Pontefract Castle gebracht, wo er ihn vermutlich ohne weitere Verurteilung unter Aufsicht von Sir Richard Ratcliffe zusammen mit Grey und Rivers hinrichten ließ. 
Er wurde in der St John the Baptist's Chapel in  Westminster Abbey begraben, wo ein Grabdenkmal an ihn erinnert. In Shakespeares Drama Richard III. wird Vaughan hingerichtet und gehört später zu den Geistern, die dem König in der Nacht vor der Schlacht von Bosworth erscheinen.

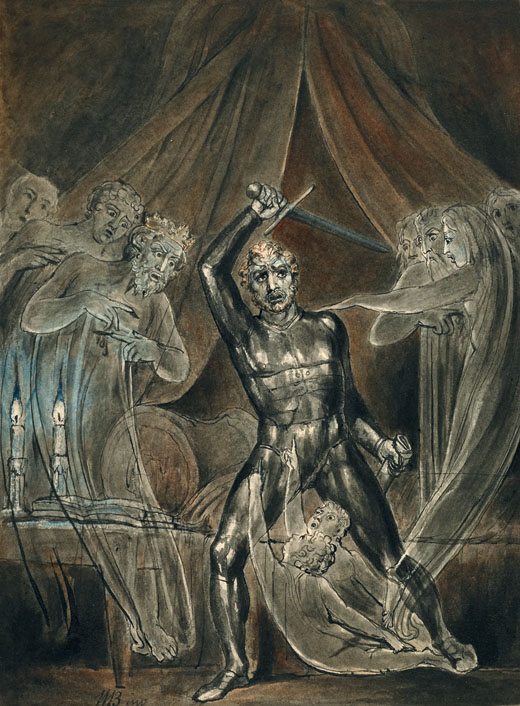
Die Geister erscheinen Richard III. in der Nacht vor Bosworth. Zeichnung von William Blake, 1806

## Familie und Nachkommen
Aus seiner Ehe mit Eleanor hatte er mindestens zwei Kinder:
- Ann Vaughan ⚭ Sir John Wogan of Wiston in Pembrokeshire;
- Henry Vaughan.